# Wilbur Ross
Wilbur Louis Ross Jr. (Weehawken, Nueva Jersey, 28 de noviembre de 1937) es un Inversionista estadounidense y funcionario del gobierno, Secretario de Comercio de los Estados Unidos durante la administración Trump desde 2017 hasta 2021. El 24 de noviembre de 2016, la Associated Press informó que el presidente electo Donald Trump nominaría a Ross como Secretario de Comercio de los Estados Unidos. El 27 de febrero de 2017, el Senado confirmó a Ross como Secretario de Comercio de los Estados Unidos por un margen de 72-27. Él juró en la oficina el 28 de febrero de 2017.
Antes de ser nombrado Secretario de Comercio, Ross era un banquero conocido por la reestructuración de compañías fallidas en industrias como el acero, el carbón, las telecomunicaciones, la inversión extranjera y los textiles. Se especializa en adquisiciones apalancadas y negocios en dificultades. En febrero de 2017, la revista Forbes informó que Ross tiene un patrimonio neto de 2.500 millones de dólares.

## Primeros años
Ross nació el 28 de noviembre de 1937 en Weehawken, Nueva Jersey , y creció en el suburbio de Nueva Jersey. Su padre, Wilbur Louis Ross Sr., era un abogado que más tarde se convirtió en juez, y su madre, Agnes (née O'Neill), era maestra de escuela.
Ross conducía dos horas al día desde Nueva Jersey para asistir a la preparatoria preparatoria de la Escuela Católica Xavier en Manhattan. Corrió pista y fue capitán del equipo de rifle. Recibió su licenciatura del Yale College , la alma mater de su padre. En Yale, Ross editó una de las revistas literarias y trabajó en la estación de radio. Inicialmente, él quería ser un escritor, pero después de su experiencia en una clase de ficción que exigía 500 palabras diarias, él concluyó que había "agotado el material". Su consejero de la facultad en Yale le ayudó a conseguir su primer trabajo de verano en Wall Street . Obtuvo su MBA en la Harvard Business School .

## Carrera

#### Inversiones de Rothschild
A finales de los años setenta, Ross comenzó su carrera de 24 años en la oficina de la ciudad de Nueva York de NM Rothschild & Sons , donde dirigió la práctica de consultoría de reestructuración de quiebras.

#### Representación de los inversores en los casinos propiedad de Donald Trump
En la década de 1980, Donald Trump estaba en problemas financieros debido a sus casinos en Atlantic City . Sus tres casinos en Atlantic City estaban bajo amenaza de ejecución hipotecaria por parte de los prestamistas. Ross, que era entonces el director gerente Sénior de Rothschild Inc., representaba a los inversores en el casino. Junto con Carl Icahn , Ross convenció a los tenedores de bonos a hacer un trato con Trump que permitió a Trump mantener el control de los casinos.

#### Establecimiento de WL Ross & Co.
A finales de los años noventa, Ross comenzó un fondo de 200 millones de dólares en Rothschild para invertir en activos en dificultades. A medida que la burbuja de los EE. UU. comenzó a estallar, decidió que quería invertir más y aconsejar menos. En 2000, el banquero de 62 años recaudó $ 450 millones para comprar el fondo de Rothschild y hacer más inversiones en activos en dificultades. La nueva firma fue nombrada WL Ross & Co. El personal incluyó a cuatro altos directivos que, junto con Ross, componen el comité de inversión de la firma: David H. Storper, que funciona el comercio; David L. Wax, un especialista de entrenamiento de largo tiempo; Stephen J. Toy, experto en Asia; Y Pamela K. Wilson, veterana de JP Morgan & Co. En agosto de 2016, Ross acordó reembolsar a los inversionistas $ 11.8 millones y pagar una multa de $ 2.3 millones para liquidar una sonda de la Comisión de Valores y Bolsa de los Estados Unidos de América (" Invesco" Sobrecarga de honorarios por WL Ross & Co. La compañía había auto-reportado el tema a la SEC y no admitió ninguna responsabilidad.

### Inversiones

#### Grupo Internacional de Acero (ISG)
En 2002, Ross fundó International Steel Group después de comprar los activos de varias compañías siderúrgicas en quiebra. Ross tenía el apoyo del sindicato local de trabajadores del acero, negociando un acuerdo con ellos para "salvar" la industria siderúrgica de Pensilvania. Leo Gerard, presidente internacional del sindicato United Steelworkers, declaró acerca de Ross que "él era abierto y accesible, sincero y honrado, y devolvió mucho dinero a los molinos, por lo que literalmente se ahorraron decenas de miles de empleos". Ross vendió International Steel Group a Mittal Steel Company por 4.500 millones de dólares, la mitad en efectivo y la mitad en acciones, en abril de 2005.

#### Grupo Textil Internacional (ITG)
Ross combinó Burlington Industries y Cone Mills en 2004 para formar International Textile Group . ITG opera cinco negocios, todos ellos operan bajo marcas separadas: Cone Denim, Burlington Apparel Fabrics, Muebles para el Hogar, Acabado Carlisle y Nano-Tex. En 2005, Ross compró el 77,3% de Safety Components International por $ 51,2 millones. En 2006, Ross fusionó la firma en su grupo textil internacional. En febrero de 2014, Ross pagó 81 millones de dólares para resolver una demanda presentada por los accionistas que Ross incumplió su deber fiduciario al estructurar la fusión de dos compañías que poseía mayoritariamente: Safety Components International Inc. e International Textile Group Inc. International Textile Group fue vendido a la firma de capital privado Platinum Equity en 2016.

#### Grupo Internacional de Componentes Automotrices (IAC)
International Automotive Components Group fue formado en 2006 por Ross y fondos de inversión administrados por Franklin Mutual Advisers. En 2006, International Automotive Components Group compró las operaciones europeas de Lear Corporation. En 2005-2007, IAC compró varias divisiones de Collins y Aikman. En septiembre de 2005, los inversores liderados por Ross hicieron una inversión de 100 millones de dólares en Oxford Automotive a cambio de aproximadamente el 25% de la compañía. En 2006, Oxford se fusionó con Wagon Automotive.

#### Grupo internacional del carbón (ICG)
Ross fundó el Grupo Internacional del Carbón en 2004, que se formó tras la quiebra de varias compañías de carbón. Los United Mine Workers of America protestaron contra la reorganización de la bancarrota, ya que dio lugar a cambios en la atención de la salud y las pensiones para los empleados existentes.
El desastre de la mina de Sago fue una explosión de 2006 en una mina de carbón propiedad indirecta de International Coal Group que causó la muerte de 12 mineros. Investigadores federales dijeron que un rayo fue la fuente de ignición más probable para la explosión. Después del desastre, Roddy Boyd, del New York Post , informó que la mina tuvo 12 colapsos en el techo en 2005 y que los datos del Departamento de Trabajo de los Estados Unidos mostraron 208 citas por violaciones de seguridad en ese mismo período, -up de gases tóxicos. Los mineros y sus familias acusaron a Ross de ignorar las violaciones a la seguridad. Ross defendió la gestión de la mina por parte de su compañía. Arch Coal compró International Coal Group por 3.400 millones de dólares en 2011.

## Actividades políticas
Ross fue criado como un demócrata. Él sirvió debajo de presidente Bill Clinton de los EEUU en el tablero del fondo de inversión de los EEUU-Rusia. Más tarde, bajo el alcalde de la ciudad de Nueva York , Rudy Giuliani , Ross fue el asesor de privatización del alcalde. En enero de 1998 él puso $ 2.25 millones en el dinero de la semilla en la campaña de su esposa entonces, Betsy McCaughey Ross , que buscaba la nominación Democratic para el gobernador de Nueva York. Aunque era un partidario temprano de la campaña presidencial de Donald Trump , Ross era previamente demócrata registrado, sirvió como oficial del partido Democratic del estado de Nueva York, y llevó a cabo recaudadores de fondos para los candidatos Democratic en su apartamento en New York City. Desde al menos 2011, Ross ha estado donando a candidatos y organizaciones republicanos. Se convirtió en un republicano registrado en noviembre de 2016.

### Visiones políticas
Sobre el tema del comercio exterior, Ross ha dicho: "Yo no soy anti-trade, soy pro-trade, pero soy un comercio favorable a la sensatez. [Ser anti-trade] es una desventaja del trabajador americano y del americano Comunidad manufacturera ". Ross también ha dicho que el gobierno "debe proporcionar acceso a nuestros mercados a aquellos países que juegan limpio, juegan por las reglas y dan a todos una oportunidad justa de competir." Los que no lo hacen no deben salirse con la suya. ser castigado". Inicialmente a favor de la Asociación Transpacífica , Ross dijo que después de examinar el acuerdo, encontró que "no era consistente con lo que se anunciaba".

## Organizaciones y directivos
Ross es miembro del Salón de la Fama y ex director de la Turnaround Management Association. Desde 2014, Ross ha sido el vicepresidente del consejo de Banco de Chipre PCL , el banco más grande de Chipre.
A partir de enero de 2012, Ross fue el líder (o "Grand Swipe") de la secreta fraternidad de Wall Street, Kappa Beta Phi. Sirvió en el tablero de los custodios de la institución de Brookings. Él también está en el consejo de asesores de Yale School of Management . Él donó $ 10 millones para la construcción de Evans Hall en la Yale School of Management.

## Secretario de Comercio

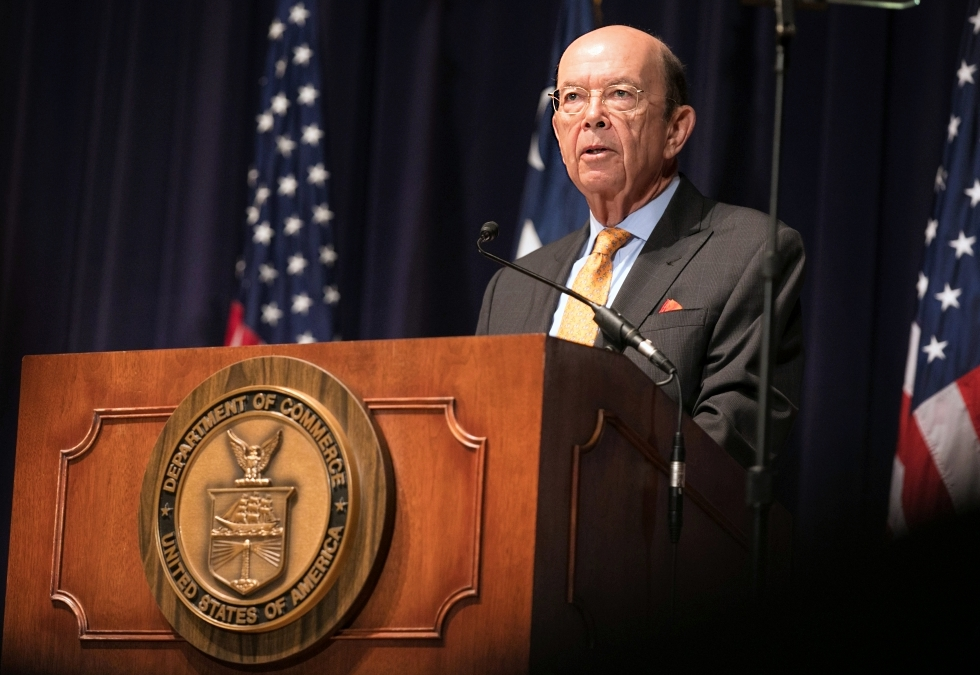
El Secretario Wilbur Ross se dirige a los empleados el 1 de marzo de 2017

El 24 de noviembre de 2016, la Associated Press informó que Ross sería nominado para el Secretario de Comercio de Estados Unidos por el presidente entrante Donald Trump . El equipo de transición de Trump confirmó la intención de Trump de nominarlo el 30 de noviembre de 2016. El 27 de febrero de 2017, Ross fue confirmado por el Senado de los Estados Unidos en una votación de 72-27.
En mayo de 2017, Ross acompañó a Trump en su primera visita a Arabia Saudita . En una entrevista en CNBC , Ross dijo que "no hubo un solo indicio de un manifestante en ninguna parte allí durante todo el tiempo que estuvimos allí". Arabia Saudita prohibió protestar después de la Primavera Árabe 2011, y los disidentes enfrentan la pena de muerte.

## Honores
En 1999, Ross recibió la medalla del Mérito del Servicio Industrial por el presidente de Corea del Sur, Kim Dae Jung, por su asistencia durante la crisis financiera de 1998 en Corea.
Ross comenzó a trabajar con Irlanda y las causas irlandés-americanas a partir de 2011 con una inversión en el luchador Banco de Irlanda . En reconocimiento a sus esfuerzos el 6 de noviembre de 2014, Ross recibió la Medalla de Oro de la Sociedad Histórica Irlandesa Americana en el Waldorf Astoria Hotel de Nueva York. La medalla se otorga a "individuos que hacen una contribución especialmente meritoria a la vida americana irlandesa".
Ross recibió la medalla de la Orden del Sol Naciente , Oro y Estrella de Plata por el embajador Japonés Sumio Kusaka en nombre del gobierno japonés en la residencia de Kusaka en Nueva York el 2 de febrero de 2015. Esto fue en reconocimiento al fortalecimiento de los bonos Entre Japón y Estados Unidos (incluyendo su servicio como Presidente del Consejo de la Sociedad Japonesa de Nueva York, que comenzó en 2010 después de estar en su junta directiva desde 2005), su trabajo para promover y fortalecer la economía japonesa y sus esfuerzos de socorro Después del terremoto y tsunami Tōhoku 2011.

## Vida personal
Ross se casó con Judith Nodine en 1961. Se divorciaron en 1995. Juntos, tuvieron dos hijos, Jessica y Amanada. En 1995, se casó con su segunda esposa, el teniente gobernador de Nueva York, Betsy McCaughey . Se divorciaron en el año 2000.  El 9 de octubre de 2004, Ross se casó con su tercera esposa, Hilary Geary, escritora de la revista Quest.

## Colección de arte
Ross posee una colección de arte valorada en $ 150 millones que incluye piezas que van desde surrealistas occidentales hasta esculturas orientales contemporáneas. Ross posee 25 obras de René Magritte , valoradas en 100 millones de dólares, incluyendo algunas de las obras más valiosas del artista, como The Pilgrim.